# Пирс, Джимми
Джеймс Уильям Пирс (англ. James William Pearce; род. 27 ноября 1947, Тоттенем, Большой Лондон) — английский футболист, полузащитник.

## Карьера
Во взрослом футболе дебютировал в 1965 году в клубе «Тоттенхэм Хотспур», за который выступал на протяжении всей своей карьеры, продолжавшейся восемь лет. Он играл в составе команды, завоевавшей Кубок Английской футбольной лиги в 1973 года, а также выходил на замену в финале турнира 1971 года. В 1972 году он выходил на замену в обоих матчах своей команды на Кубке УЕФА.
Завершил карьеру футболиста в 1973 году из-за травмы.

## Достижения
«Тоттенхэм Хотспур»
- Обладатель Кубка Английской футбольной лиги: 1970/71, 1972/73
- Обладатель Кубка УЕФА: 1972[2]